# قسم أسفيتش الريفي (مقاطعة بهاباد)
قسم أسفیتش الريفي (بالفارسية: دهستان اسفیج) هي منطقة ريفية تقع في إيران في يزد. يقدر عدد سكانها بـ 2,070 نسمة .